# 鮭夫

鮭夫（しゃけお、1977年6月7日 - ）は、日本の漫画家兼イラストレーター。同人サークル、鮭工場代表。富山県出身。岡山県立大学デザイン学部VD科卒。

## 来歴
大学卒業後、大阪の印刷会社に勤める。会社では自身が希望したイラストレーターではなく、画像処理班に6年間所属していた。2007年に会社を退職し、神奈川県 横浜市に移住する。
同年に ASTRO PORTの同人ゲーム4作品のキャラクターデザイン、イラストレーションなどを担当した後、2008年より本格的にイラストレーターとしての活動を開始する。イラストレーター及び漫画家として活動しながら、2012年に開催された第12回龍神賞銅龍賞を「ジェネレーション・オブ・ザ・（リビング）デッド」で受賞。その後徳間書店の雑誌イラストなど手掛けたのち、2013年に「ヒトミ先生の保健室」をCOMICリュウで連載開始、2016年7月末時点で連載継続中。

## 人物
- 好きな魚は鮭[4]。黄色と黒の警戒色[5]、ハトと眼鏡っ子にも嗜好がある[5]。
- 白いハトを飼っていたことがある[6]。
- 趣味は漫画制作と映画鑑賞[5]。
- サラリーマン時代からデザインフェスタに出展したりコミティアで創作漫画を発表していたりしており[2]、同人作品も多数ある。
- 自画像は自身の似顔絵に大きな黄色いサングラスと警戒色のマフラーをつけたもの [4][注 2]。
- 鯖夫、鮫夫、鯱夫といった他の魚の名前とよく間違えられると語っている[7]。
- モンスター娘のいる日常第42話に登場する他種族間コーディネーターの男性のうち、黒髪の背が低いコーディネーターのモデルとなっている[8]。

## 作品

### ゲーム
- 超電気ロボ バルカイザー（2007年、ASTRO PORT）-キャラクターデザイン、イラストレーション、FLASH制作、作詞、宣伝[9]
- 魔女ボーグ メグリロ （2008年、ASTRO PORT）-キャラクターデザイン、イラストレーション、レイアウト[10]
- 蒸気活劇アドベンタム （2009年、ASTRO PORT）-キャラクターデザイン、イラストレーション[11]
- 超戦車戦アドベンティア（2012年、ASTRO PORT）-キャラクターデザイン、イラストレーション[12]
- アカシックリコード（2016年、スクウェア・エニックス×KADOKAWA）-イラスト[13]

### 連載
- ひとさぽ（2010年1月 - 2012年9月）サイト内の日刊 四コマ漫画。（全962回）
- ゆうきゆうのマンガでわかる恋愛心理術（2010年10月 - 2012年1月、インクルーズ、プラチナ漫画コミック全25話、少年画報社より単行本刊行、既刊1巻、作画担当）
- ナムコキャラ応援団ほんわか劇場（2011年5月 - 2012年5月、ナムコ、週刊連載、全48回）
- 最強昆虫都市ムシシティ（2011年8月 - 2013年11月、集英社、『最強ジャンプ』、全25回、作画担当）
- ヒトミ先生の保健室（徳間書店、『COMICリュウ』2013年11月号[14] - 継続中、既刊19巻、タイ、台湾、アメリカ版も発売されている）

ほかに2012年8月 - 2014年3月まで児童向け機関紙のイラスト連載がある。

### 読切
- にくきゅうビーム（『ねこメロ! 』、幻冬舎）
- 猫の惑星（『ねこメロV』、幻冬舎）
- ジェネレーション・オブ・ザ・（リビング）デッド（『月刊コミックリュウ2013年2月号』、徳間書店） - 『ヒトミ先生の保健室』14巻収録
- イルルの手（原作：クール教信者、『小林さんちのメイドラゴン 公式アンソロジー All Stars!』2巻、2025年[15]） - 『小林さんちのメイドラゴン』のアンソロジー寄稿作品。

### 雑誌ほか
- まちがいさがしランド（白夜書房）
- まちがいさがしメイト（マガジンマガジン）
- まちがいさがし広場（ビデオ出版）
- ジャンボまちがいさがし（英和出版社）
- 楽しく遊べるまちがいさがし（インテルフィン）
- まちがいさがし広場（ビデオ出版）
- オーダーメイドCOM（テラネッツ）
- アキメージュ（徳間書店）
- モンスター娘のいる日常4コマアンソロジー 1巻、4巻（徳間書店、1巻は表紙デザインとカバー裏漫画、4巻は4コマ漫画1作品で参加）
- 『モンスター娘のいる日常』モン娘コラボキーホルダー.verShake-o（コミケ88限定コラボ）
- 小林さんちのメイドラゴン公式アンソロジー1巻、2巻、4巻、All Stars!（双葉社、1,2巻は4コマ作品で参加）
- モンスター娘のいる日常4コマアンソロジー 5巻、6巻（徳間書店、4コマ作品前後編1作品にて参加）